# Liga ASOBAL de 2014–15
A Liga ASOBAL de 2014–2015 foi a 25º edição da Liga ASOBAL como primeira divisão do handebol espanhol. Com 16 equipes participantes o campeão foi o FC Barcelona Handbol.

## Classificação final
| Pos | Equipe                      | Pts | J  | V  | E | D  | GP   | GC  | SG   | Classificação ou descenso             |
| --- | --------------------------- | --- | -- | -- | - | -- | ---- | --- | ---- | ------------------------------------- |
| 1   | FC Barcelona                | 60  | 30 | 30 | 0 | 0  | 1187 | 783 | +404 | Qualificado para EHF Champions League |
| 2   | Naturhouse La Rioja         | 48  | 30 | 23 | 2 | 5  | 944  | 811 | +133 | Qualificado para EHF Champions League |
| 3   | Fraikin BM Granollers       | 43  | 30 | 20 | 3 | 7  | 840  | 787 | +53  | Qualificado EHF Cup                   |
| 4   | Helvetia Anaitasuna         | 36  | 30 | 16 | 4 | 10 | 869  | 834 | +35  | Qualificado EHF Cup                   |
| 5   | Frigoríficos del Morrazo    | 32  | 30 | 15 | 2 | 13 | 823  | 848 | −25  | Qualificado EHF Cup                   |
| 6   | BM Benidorm                 | 32  | 30 | 14 | 4 | 12 | 787  | 800 | −13  |                                       |
| 7   | Abanca Ademar León          | 31  | 30 | 13 | 5 | 12 | 915  | 908 | +7   |                                       |
| 8   | Blas-Gon Villa de Aranda    | 28  | 30 | 11 | 6 | 13 | 861  | 863 | −2   |                                       |
| 9   | Bada Huesca                 | 27  | 30 | 13 | 1 | 16 | 807  | 869 | −62  |                                       |
| 10  | Fertiberia Puerto Sagunto   | 24  | 30 | 12 | 0 | 18 | 881  | 954 | −73  |                                       |
| 11  | BM Guadalajara              | 24  | 30 | 11 | 2 | 17 | 820  | 865 | −45  |                                       |
| 12  | Ángel Ximénez Puente Genil  | 24  | 30 | 11 | 2 | 17 | 809  | 831 | −22  |                                       |
| 13  | BM Aragón                   | 23  | 30 | 10 | 3 | 17 | 841  | 912 | −71  |                                       |
| 14  | Globalcaja Ciudad Encantada | 21  | 30 | 9  | 3 | 18 | 777  | 850 | −73  |                                       |
| 15  | MMT Seguros Zamora          | 19  | 30 | 8  | 3 | 19 | 762  | 880 | −118 | Relegado División de Plata            |
| 16  | Juanfersa Gijón             | 8   | 30 | 4  | 0 | 26 | 710  | 838 | −128 | Relegado División de Plata            |

## Artilheiros
| # | Jogador              | Gols | Time                       |
| - | -------------------- | ---- | -------------------------- |
| 1 | Juan Antonio Vázquez | 216  | Ángel Ximénez Puente Genil |
| 2 | José Mario Carrillo  | 179  | Abanca Ademar León         |
| 3 | Aidenas Malašinskas  | 177  | Fertiberia Puerto Sagunto  |
| 4 | Octavio Magadán      | 173  | MMT Seguros Zamora         |
| 4 | David Cuartero       | 173  | BM Benidorm                |